# Cagniard-de Hoopova metoda
Cagniard-de Hoopova metoda je matematický analytický nástroj pro zhodnocení některých multidimenzionálních Fourierových integrálů (např. při analytických výpočtech inverzní 2-D Fourierovy transformace).. Cagniard-de Hoopova metoda byla původně použita k výpočtu propagace vln technikou oddělení proměnných (separation of variables technique).
Cagniard-DeHoopova metoda je sofistikovaný matematický nástroj pro řešení velké třídy vlnových a difuzních fyzikálních problémy ve vodorovně vrstvených médiích. Metoda je založena na kombinaci jednostranné Laplaceovy transformace se skutečnou a pozitivní transformací parametru a zároveň se zastoupením pomalosti pole.